# Essostruthella acatinga
Essostruthella acatinga là một loài bọ cánh cứng trong họ Cerambycidae.